# Geoff Thomas (futbolista nacido en 1948)
Geoff Thomas (Swansea, Gales, Reino Unido, 18 de febrero de 1948 - Swansea, 13 de enero de 2013) fue un jugador profesional de fútbol galés que jugó para el Swansea City AFC, haciendo un total de 357 apariciones en la Football League.
Falleció el 13 de enero de 2013.

## Clubes
| Club             | País       | Año         | Partidos | Goles |
| ---------------- | ---------- | ----------- | -------- | ----- |
| Swansea City AFC | Inglaterra | 1965 - 1976 | 357      | 52    |